# Ая (порноакторка)
Барбара Голдер (англ. Barbara Holder), відома як Ая (англ. Aja) — американська порноакторка, порнорежисерка і стриптизерка.

## Життєпис
У 1990 році знялася у фільмі режисера Шарона Кейна «Драбина до раю» (англ. Stairway to Paradise), який був предметом дослідження професора психіатрії Каліфорнійського університету Лос-Анджелеса і спеціаліста з сексуальних стосунків людей Роберта Столлера.
У 1994 році видавництво Carnal Comics опублікувало книгу коміксів про біографії Аї, яка перевидавалася три рази.
Знялася у 279 порнофільмах і зрежисувала 17.
Повідомляється, що вона померла в Мексиці 18 вересня 2006 року у 43-річному віці.

## Нагороди
- 1989 AVN Award — Краща нова старлетка[11]
- 1989 XRCO Award — Старлетка року[12]

## Вибрана фільмографія
- 1986: Kinky Vision
- 1987: Black Widow
- 1988: woman's Touch
- 1989: Girls Who Love Girls 17
- 1990: No man's Land 3
- 1991: Chicks: No Dicks
- 1992: Best of No man's Land 1
- 1993: Puppy Love
- 1994: American Dream Girls
- 1995: Overtime: Dyke Overflow 2
- 1997: From Asia With Love
- 1998: My Second Love
- 1999: Timeless
- 2000: Filthy Talkin' Cuntlickers 3
- 2002: Thigh High 2
- 2003: Swedish Erotica 4Hr 14, 16 & 18
- 2004: Golden Age of Porn: Aja (збірник)
- 2005: All You Can Eat Buffet (збірник)